# هارولد إم. ريان
هارولد إم. ريان هو قاضي ومحامي وسياسي أمريكي، ولد في 6 فبراير 1911 في ديترويت في الولايات المتحدة، وتوفي بنفس المكان في 8 مارس 2007 بسبب قصور القلب. نشط حزبياً في الحزب الديمقراطي. وقد انتخب عضو مجلس ولاية ميشيغان ‏ وانتخب عضو مجلس النواب الأمريكي ‏.